# Catalogue van den Bergh - Herbst
En astronomie, le Catalogue van den Bergh - Herbst est un catalogue astronomique qui regroupe 93 nébuleuses par réflexion, dont certaines consistent en de multiples sous-régions, pour un total de 136 objets ; coïncidant avec de nombreuses étoiles en contact ou immergés dans les nébuleuses. Il a été élaboré par Sidney van den Bergh et William Herbst. Ce catalogue répertorie les étoiles des catalogues DM et CD, au sud de 33° de déclinaison sud, entourées de nébuleuse par réflexion et visible sur les photos en rouge et bleu du Palomar Observatory Sky Survey.
Le symbole utilisé dans les cartes du ciel pour les objets de ce catalogue est vdBH suivi de son numéro d'objet. Cependant, comme cela arrive souvent, de nombreux objets ont des appellations multiples, on tend alors à indiquer le nom du catalogue van den Bergh - Herbst uniquement s'il n'existe pas de dénomination par des catalogues plus connus comme le catalogue Messier (M), le New General Catalogue (NGC) ou l'Index Catalogue (IC).
Les nébuleuses du catalogue les plus proches de nous se trouve sur la ceinture de Gould et les plus éloignées se situent sur le disque galactique ou sur les bras du Sagittaire et de Persée, à côté du nôtre. Pour chaque nébuleuse, il existe une classification de la couleur, de BB (bleu très foncé) à RR (rouge très foncé), avec une valeur pour les intermédiaires. Est également indiqué si l'étoile est responsable de l'éclairage du gaz à l'intérieur (classe I) ou à l'extérieur (classe II) de la masse de gaz qui composent la nébuleuse éclairée.

## Objets importants
- vdBH 4 (it)
- vdBH 7 (it)

## Référence
- (it) Cet article est partiellement ou en totalité issu de l’article de Wikipédia en italien intitulé « Catalogo van den Bergh - Herbst » (voir la liste des auteurs).